# Bradley's Beat
 (février 2008).
Si vous disposez d'ouvrages ou d'articles de référence ou si vous connaissez des sites web de qualité traitant du thème abordé ici, merci de compléter l'article en donnant les références utiles à sa vérifiabilité et en les liant à la section « Notes et références ».
Albums de Bradley Strider
(Richard D. James)
— Bradley's Robot
(maxi)
(1993)
Bradley's Beat est un maxi de musique électronique de Bradley Strider, l'un des nombreux pseudonymes de Richard D. James, plus connu sous son pseudonyme d'Aphex Twin. Il est sorti en 1991 sur le label Rephlex Records.

## Détails
Bradley's Beat est l'un des deux disques de James sortis sous son pseudonyme de Bradley Strider (l'autre étant Bradley's Robot, en 1993). Il s'agit du premier album édité par le label Rephlex Records.
Le maxi est sorti uniquement au format vinyle et a été réédité en 1995 et en 1996. Les trois versions possèdent la même face A ; en revanche, les faces B des deux premières éditions différent complètement tandis que celle de la troisième édition ne possède aucune piste.
Pour Pitchfork, Bradley's Beat « est un bel exemple de la manière dont James opère avec une techno à la fois tranchante et pourtant très percutante, imprégnée de bruits étranges au milieu ».

## Pistes
| 1991 | 1991                      | 1991  | 1991 | 1991 | 1991 | 1991 | 1991 | 1991 | 1991 |
| No   | Titre                     | Durée |      |      |      |      |      |      |      |
| ---- | ------------------------- | ----- | ---- | ---- | ---- | ---- | ---- | ---- | ---- |
| A.   | Bradley's Beat (Part One) | 6:10  |      |      |      |      |      |      |      |
| B.   | Bradley's Beat (Part One) | 3:32  |      |      |      |      |      |      |      |
| 9:42 |                           |       |      |      |      |      |      |      |      |

| 1995  | 1995                      | 1995  | 1995 | 1995 | 1995 | 1995 | 1995 | 1995 | 1995 |
| No    | Titre                     | Durée |      |      |      |      |      |      |      |
| ----- | ------------------------- | ----- | ---- | ---- | ---- | ---- | ---- | ---- | ---- |
| A.    | Bradley's Beat (Part One) | 6:10  |      |      |      |      |      |      |      |
| B.    | Bradley's Beat (Part One) | 5:52  |      |      |      |      |      |      |      |
| 12:02 |                           |       |      |      |      |      |      |      |      |

| 1996 | 1996                      | 1996  | 1996 | 1996 | 1996 | 1996 | 1996 | 1996 | 1996 |
| No   | Titre                     | Durée |      |      |      |      |      |      |      |
| ---- | ------------------------- | ----- | ---- | ---- | ---- | ---- | ---- | ---- | ---- |
| A.   | Bradley's Beat (Part One) | 6:10  |      |      |      |      |      |      |      |
| 6:10 |                           |       |      |      |      |      |      |      |      |